# Brentford Football Club
Il Brentford Football Club, noto semplicemente come Brentford, è una società calcistica inglese fondata nel 1889 e con sede nell'omonimo distretto di Londra; milita in Premier League (massima divisione inglese) dal 2021 e disputa le proprie partite casalinghe al Community Stadium.

## Storia

### 1889-1939
Il club fu fondato nel 1889 con l'obiettivo di svolgere un'attività invernale per il club di canottaggio locale, il Canottieri Brentford. Il club giocò nei suoi primi anni sempre nelle serie inferiori della Football League e non ebbe alcun successo notevole. Nel 1904, il Brentford si trasferì a Griffin Park. Nel 1921 il club fu uno dei membri fondatori della Third Division dove giocò dalla fine del 1920 fino al 1930. L'8 novembre 1924 subì la sua sconfitta più pesante, 7-0 contro lo Swansea City FC. Nella stagione 1929-30 il Brentford vinse tutte le 21 partite casalinghe: nonostante questo, il club non riuscì a ottenere la promozione. Dopo un altro breve ma infruttuoso tentativo nel 1933, alla fine il Brentford salì in Second Division. Appena due anni dopo salì per la prima volta in First Division e finì la prima stagione nella massima serie inglese con una sorprendente quinta posizione, il miglior risultato fino ad oggi nella storia del club. Nelle due stagioni successive il Brentford ottenne due sesti posti e rimase in First Division per il resto del decennio, fino allo scoppio della seconda guerra mondiale che interruppe i campionati nazionali.

### 1939-1989
Durante la guerra, il club partecipò alla Coppa di Londra, perdendo nel 1941 la finale di Wembley, ma riuscendo a vincere solo un anno dopo contro il Portsmouth. Il club ebbe una flessione nel 1954 e nel 1962, quando retrocedette fino alla Third Division e alla Fourth Division. Tuttavia, in questo periodo ottenne il record di spettatori del club: il 26 febbraio 1949 nella partita di FA Cup contro il Leicester City assistettero alla gara 38.678 spettatori. Fino alla fine degli anni '60 sul club aleggiò la minaccia di acquisizione da parte del Queens Park Rangers FC a causa della grave situazione economica del club. Il pericolo fu evitato con un prestito di emergenza da oltre 104.000 sterline. In questo periodo il Brentford navigava costantemente tra la terza e la quarta divisione. Le promozioni degli anni 1963, 1972 e 1978 furono contrapposte con le retrocessioni negli anni 1966 e 1973. Il 15 novembre 1963 ottenne la sua vittoria più larga, 9-0 contro il Wrexham AFC. Il club si mise in evidenza in questo periodo raggiungendo la finale del Trofeo Freight Rover a Wembley nel 1985, dove perse contro il Wigan Athletic. Un altro momento di gloria fu la cavalcata nel 1989 in FA Cup: dopo tre vittorie contro squadre di categoria superiore raggiunse i quarti di finale, dove fu sconfitto dal Liverpool.

### 1989-oggi
Dopo un'assenza di quarantacinque anni dalla seconda serie, il Brentford riuscì, nel 1992, a tornare in Second Division, che, dopo l'introduzione della Premier League, divenne First Division. Dopo una retrocessione diretta nella stagione successiva, il club fallì diverse volte la promozione. Nel 1994 fu ingaggiato come allenatore David Webb, con cui il club raggiunse per due volte i play-off, perdendo la finale nel 1997 allo stadio di Wembley contro il Crewe Alexandra. Negli anni successivi il club ottenne altri buoni risultati: un quarto e, soprattutto, un primo posto nel 1999.
Nel 2002 il club, sotto la guida di Steve Coppell, vide sfumare la promozione, sconfitto nella finale dei play-off contro lo Stoke City. Nel 2005, con il nuovo allenatore Martin Allen e, dopo aver terminato il campionato al quarto posto, perse la finale dei play-off contro lo Sheffield Weds. Il 20 gennaio 2006 fu nominato un nuovo presidente. Nella stagione 2005-2006 il club fece parlare di sé, quando al quarto turno di FA Cup batté il Sunderland, club di massima serie, per 2-1. Nella stessa annata il Brentford raggiunse nuovamente i play-off, ma, nonostante la vittoria per 1-0 in trasferta nella prima semifinale contro lo Swansea City, fu eliminato a causa della sconfitta per 0-2 subita in casa contro i gallesi.
Dopo la retrocessione in quarta divisione nella stagione 2006-2007, il Brentford tornò in League One nella stagione 2008-2009 come campione della League Two. Nella stagione 2009-2010 la squadra si classificò nona e nel 2011-2012 raggiunse la finale del Football League Trophy, dove fu sconfitto dal Carlisle Utd. La formazione dell'ovest di Londra chiuse al nono posto la stagione 2011-2012, nonostante l'arrivo del nuovo allenatore Uwe Rösler. Il campionato 2012-2013 vide il Brentford raggiungere il terzo posto nella stagione regolare e uscire sconfitto dalla finale dei play-off contro lo Yeovil Town, dopo aver battuto ai tiri di rigore lo Swindon Town in semifinale. L'impresa della promozione in Championship riuscì l'anno dopo, in virtù del secondo posto finale.
Nel 2014-2015 la squadra londinese riuscì a raggiungere i play-off per la promozione in massima serie, ma la sua corsa verso la Premier League si arrestò in semifinale, quando fu eliminata dal Middlesbrough. Negli anni seguenti il club continuò a navigare a metà classifica nel Championship, fino alla stagione 2019-2020, quando terminò al terzo posto la stagione regolare ed eliminò nella semifinale dei play-off lo Swansea City, prima di cadere in finale contro il Fulham dopo i tempi supplementari.
Nella stagione 2020-2021 il Brentford raggiunse, per la prima volta, le semifinali di Coppa di Lega inglese; nella stessa annata ottenne la promozione in Premier League dopo aver battuto Bournemouth in semifinale e Swansea City nella finale dei play-off, tornando così in massima serie dopo settantaquattro anni; per i londinesi è la prima partecipazione alla massima divisione inglese dall'istituzione della Premier League.
Il ritorno in Premier è ottimo, con il Brentford che ottiene una tranquilla salvezza al tredicesimo posto. Nell'anno successivo i londinesi sono una delle sorprese della stagione con il nono posto finale a soli due  punti dal settimo posto ed anche nelle successive due stagioni il Brentford ottiene salvezze relativamente tranquille.

## Allenatori
| Nome                 | Naz                    | Da             | A              | Risultati | Risultati | Risultati | Risultati |
| Nome                 | Naz                    | Da             | A              | P         | V         | P         | S         |
| -------------------- | ---------------------- | -------------- | -------------- | --------- | --------- | --------- | --------- |
| William Lewis        | Inghilterra (bandiera) | Agosto 1900    | Maggio 1903    | 92        | 29        | 47        | 16        |
| Dick Molyneux        | Inghilterra (bandiera) | Agosto 1903    | Gennaio 1906   | 102       | 33        | 44        | 25        |
| William Lewis        | Inghilterra (bandiera) | Marzo 1904     | Aprile 1904    | 5         | 0         | 4         | 1         |
| Bob Crone            | Irlanda (bandiera)     | Gennaio 1906   | Febbraio 1906  | 6         | 3         | 2         | 1         |
| William Brown        | Inghilterra (bandiera) | Febbraio 1906  | Gennaio 1908   | 79        | 31        | 35        | 13        |
| George Parsonage     | Inghilterra (bandiera) | Gennaio 1908   | Maggio 1908    | 17        | 8         | 6         | 3         |
| Fred Halliday        | Inghilterra (bandiera) | Giugno 1908    | Novembre 1912  | 181       | 62        | 83        | 36        |
| Ephraim Rhodes       | Inghilterra (bandiera) | Novembre 1912  | Aprile 1915    | 87        | 38        | 30        | 19        |
| Fred Halliday        | Inghilterra (bandiera) | Agosto 1915    | Agosto 1921    | 86        | 24        | 40        | 22        |
| Archie Mitchell      | Inghilterra (bandiera) | Agosto 1921    | Dicembre 1924  | 155       | 51        | 69        | 35        |
| Fred Halliday        | Inghilterra (bandiera) | Dicembre 1924  | Maggio 1926    | 68        | 22        | 33        | 12        |
| Harry Curtis         | Inghilterra (bandiera) | Maggio 1926    | Febbraio 1949  | 708       | 306       | 245       | 157       |
| Jackie Gibbons       | Inghilterra (bandiera) | Febbraio 1949  | Agosto 1952    | 148       | 52        | 56        | 40        |
| Jimmy Bain           | Scozia (bandiera)      | Agosto 1952    | Gennaio 1953   | 23        | 7         | 11        | 5         |
| Tommy Lawton         | Inghilterra (bandiera) | Gennaio 1953   | Settembre 1953 | 31        | 8         | 14        | 9         |
| Fred Monk            | Inghilterra (bandiera) | Settembre 1953 | Ottobre 1953   | 2         | 0         | 1         | 1         |
| Bill Dodgin Sr.      | Inghilterra (bandiera) | Ottobre 1953   | Maggio 1957    | 183       | 65        | 61        | 57        |
| Malky McDonald       | Scozia (bandiera)      | Maggio 1957    | Gennaio 1965   | 386       | 163       | 128       | 95        |
| Tommy Cavanagh       | Inghilterra (bandiera) | Gennaio 1965   | Aprile 1966    | 60        | 18        | 27        | 15        |
| Ian Black            | Scozia (bandiera)      | Aprile 1966    | Maggio 1966    | 3         | 1         | 1         | 1         |
| Billy Gray           | Inghilterra (bandiera) | Maggio 1966    | Marzo 1967     | 42        | 15        | 15        | 12        |
| Jimmy Sirrel         | Inghilterra (bandiera) | Marzo 1967     | Novembre 1969  | 137       | 55        | 50        | 32        |
| Ron Fenton           | Inghilterra (bandiera) | Novembre 1969  | Dicembre 1969  | 6         | 2         | 2         | 2         |
| Frank Blunstone      | Inghilterra (bandiera) | Dicembre 1969  | Luglio 1973    | 172       | 70        | 66        | 36        |
| Mike Everitt         | Inghilterra (bandiera) | Agosto 1973    | Gennaio 1975   | 78        | 23        | 33        | 22        |
| John Docherty        | Scozia (bandiera)      | Gennaio 1975   | Settembre 1976 | 78        | 26        | 29        | 23        |
| Eddie Lyons          | Inghilterra (bandiera) | Settembre 1976 | Settembre 1976 | 1         | 0         | 0         | 1         |
| Bill Dodgin Jr.      | Inghilterra (bandiera) | Settembre 1976 | Marzo 1980     | 184       | 73        | 74        | 37        |
| Fred Callaghan       | Inghilterra (bandiera) | Marzo 1980     | Febbraio 1984  | 203       | 69        | 77        | 57        |
| Frank Blunstone      | Inghilterra (bandiera) | Febbraio 1984  | Febbraio 1984  | 1         | 0         | 1         | 0         |
| Frank McLintock      | Scozia (bandiera)      | Febbraio 1984  | Gennaio 1987   | 168       | 60        | 61        | 47        |
| Steve Perryman       | Inghilterra (bandiera) | Gennaio 1987   | Agosto 1990    | 193       | 79        | 66        | 48        |
| Phil Holder          | Inghilterra (bandiera) | Agosto 1990    | Maggio 1993    | 178       | 78        | 65        | 35        |
| David Webb           | Inghilterra (bandiera) | Maggio 1993    | Agosto 1997    | 227       | 91        | 70        | 66        |
| Kevin Lock           | Inghilterra (bandiera) | Agosto 1997    | Agosto 1997    | 1         | 0         | 1         | 0         |
| Eddie May            | Inghilterra (bandiera) | Agosto 1997    | Novembre 1997  | 19        | 5         | 9         | 5         |
| Micky Adams          | Inghilterra (bandiera) | Novembre 1997  | Luglio 1998    | 33        | 7         | 11        | 15        |
| Ron Noades           | Inghilterra (bandiera) | Luglio 1998    | Novembre 2000  | 130       | 51        | 46        | 33        |
| Ray Lewington        | Inghilterra (bandiera) | Novembre 2000  | Maggio 2001    | 37        | 14        | 12        | 11        |
| Steve Coppell        | Inghilterra (bandiera) | Maggio 2001    | Giugno 2002    | 54        | 27        | 15        | 12        |
| Wally Downes         | Inghilterra (bandiera) | Giugno 2002    | Marzo 2004     | 96        | 29        | 46        | 21        |
| Garry Thompson       | Inghilterra (bandiera) | Marzo 2004     | Marzo 2004     | 1         | 0         | 0         | 1         |
| Martin Allen         | Inghilterra (bandiera) | Marzo 2004     | Maggio 2006    | 124       | 54        | 34        | 36        |
| Leroy Rosenior       | Inghilterra (bandiera) | Giugno 2006    | Novembre 2006  | 23        | 3         | 10        | 10        |
| Scott Fitzgerald     | Irlanda (bandiera)     | Novembre 2006  | Aprile 2007    | 25        | 4         | 16        | 5         |
| Barry Quinn          | Inghilterra (bandiera) | Aprile 2007    | Maggio 2007    | 4         | 1         | 3         | 0         |
| Terry Butcher        | Inghilterra (bandiera) | Maggio 2007    | Dicembre 2007  | 23        | 5         | 13        | 5         |
| Andy Scott           | Inghilterra (bandiera) | Dicembre 2007  | Febbraio 2011  | 168       | 68        | 50        | 50        |
| Nicky Forster        | Inghilterra (bandiera) | Febbraio 2011  | Maggio 2011    | 21        | 9         | 7         | 5         |
| Uwe Rösler           | Germania (bandiera)    | Giugno 2011    | Dicembre 2013  | 136       | 60        | 36        | 40        |
| Alan Kernaghan       | Irlanda (bandiera)     | Dicembre 2013  | Dicembre 2013  | 1         | 0         | 1         | 0         |
| Mark Warburton       | Inghilterra (bandiera) | Dicembre 2013  | Maggio 2015    | 78        | 42        | 22        | 14        |
| Marinus Dijkhuizen   | Paesi Bassi (bandiera) | Giugno 2015    | Settembre 2015 | 9         | 2         | 5         | 2         |
| Lee Carsley          | Irlanda (bandiera)     | Settembre 2015 | Novembre 2015  | 10        | 5         | 3         | 2         |
| Dean Smith           | Inghilterra (bandiera) | Novembre 2015  | Ottobre 2018   | 144       | 57        | 51        | 36        |
| Thomas Frank         | Danimarca (bandiera)   | Ottobre 2018   | Giugno 2025    | 118       | 55        | 35        | 28        |
| Keith Joseph Andrews | Irlanda (bandiera)     | Giugno 2025    | in carica      | 0         | 0         | 0         | 0         |

## Statistiche e record

### Partecipazioni ai campionati
Alla stagione 2024-2025 il club ha partecipato ai seguenti campionati nazionali:
| Livello | Categoria           | Partecipazioni | Debutto   | Ultima stagione | Totale |
| ------- | ------------------- | -------------- | --------- | --------------- | ------ |
| 1º      | First Division      | 5              | 1935-1936 | 1946-1947       | 9      |
| 1º      | Premier League      | 4              | 2021-2022 | 2024-2025       | 9      |
| 2º      | Second Division     | 9              | 1933-1934 | 1953-1954       | 17     |
| 2º      | First Division      | 1              | 1992-1993 | 1992-1993       | 17     |
| 2º      | Championship        | 7              | 2014-2015 | 2020-2021       | 17     |
| 3º      | Third Division      | 39             | 1920-1921 | 1991-1992       | 58     |
| 3º      | Second Division     | 11             | 1993-1994 | 2003-2004       | 58     |
| 3º      | League One          | 8              | 2004-2005 | 2013-2014       | 58     |
| 4º      | Fourth Division     | 12             | 1962-1963 | 1977-1978       | 15     |
| 4º      | Third Division      | 1              | 1998-1999 | 1998-1999       | 15     |
| 4º      | Football League Two | 2              | 2007-2008 | 2008-2009       | 15     |

### Statistiche individuali
Dati aggiornati al 15 giugno 2022.
| Record di presenze - 559 Ken Coote (1949-1964) - 526 Jamie Bates (1987-1999) - 516 Peter Gelson (1960-1974) - 454 Kevin O'Connor (1999-2015) - 435 Tommy Higginson (1959-1970) - 409 Jackie Graham (1970-1978) - 380 Keith Millen (1983-1994) - 374 Gerry Cakebread (1954-1965) - 371 Danis Salman (1975-1986) - 350 Alan Nelmes (1967-1976) | Record di reti - 163 Jim Towers (1954-1961) - 136 George Francis (1955-1962) - 121 Jack Holliday (1932-1939) - 105 Gary Blissett (1987-1983) - 90 David McCulloch (1935-1938) - 89 Billy Lane (1929-1932) - 87 Lloyd Owusu (1998-2002; 2005-2007) - 86 Jack Lane (1925-1931) 86 Billy Scott (1932-1947) - 80 Idris Hopkins (1932-1947) |

## Palmarès

### Competizioni nazionali
- Campionato inglese di seconda divisione: 1

1934-1935
- Third Division: 1

1991-1992
- Third Division South: 1

1932-1933
- Campionato inglese di quarta divisione: 3

1962-1963, 1998-1999, 2008-2009

### Competizioni regionali
- London Senior Cup: 1

1897-1898
- London League: 1

1908-1909

### Competizioni giovanili
- Milk Cup: 1

2012 (Under-14)

## Tifoseria
La squadra e i suoi tifosi sono protagonisti di una certa rivalità con le squadre aventi sede nelle zone limitrofe di Londra. Il cosiddetto derby della West London si disputa quando si incontrano due compagini tra Brentford, Chelsea, Fulham e Queens Park Rangers. La competizione tra le prime tre non è attualmente molto sentita, mentre quella con il QPR è ancora accesa, soprattutto in ricordo del tentativo di acquisto del club da parte della squadra rivale, avvenuto nel 1967; tale tentativo, se concretizzato, avrebbe condotto alla fine del Brentford, mentre gli incontri si sarebbero disputati al Griffin Park. Il diffondersi della notizia scatenò la rabbia e le proteste dei tifosi e le relazioni tra le due dirigenze si mantennero in seguito sempre molto fredde.

## Organico

### Rosa 2025-2026
Rosa, numerazione e ruoli, tratti dal sito ufficiale, sono aggiornati al 17 agosto 2025.
| N. |                         | Ruolo | Calciatore              |
| -- | ----------------------- | ----- | ----------------------- |
| 1  | Irlanda (bandiera)      | P     | Caoimhín Kelleher       |
| 2  | Scozia (bandiera)       | D     | Aaron Hickey            |
| 3  | Inghilterra (bandiera)  | D     | Rico Henry              |
| 4  | Paesi Bassi (bandiera)  | D     | Sepp van den Berg       |
| 5  | Giamaica (bandiera)     | D     | Ethan Pinnock           |
| 6  | Inghilterra (bandiera)  | C     | Jordan Henderson        |
| 7  | Germania (bandiera)     | A     | Kevin Schade            |
| 8  | Danimarca (bandiera)    | C     | Mathias Jensen          |
| 9  | Brasile (bandiera)      | A     | Igor Thiago             |
| 11 | RD del Congo (bandiera) | A     | Yoane Wissa             |
| 12 | Islanda (bandiera)      | P     | Hákon Rafn Valdimarsson |
| 13 | Inghilterra (bandiera)  | P     | Matthew Cox             |
| 14 | Portogallo (bandiera)   | C     | Fabio Carvalho          |
| 15 | Nigeria (bandiera)      | C     | Frank Onyeka            |
| 17 | Paesi Bassi (bandiera)  | C     | Antoni Milambo          |
| 18 | Ucraina (bandiera)      | C     | Yehor Yarmolyuk         |
| 19 | Burkina Faso (bandiera) | A     | Dango Ouattara          |
| 20 | Norvegia (bandiera)     | D     | Kristoffer Ajer         |

| N. |                        | Ruolo | Calciatore         |
| -- | ---------------------- | ----- | ------------------ |
| 21 | Inghilterra (bandiera) | D     | Jayden Meghoma     |
| 22 | Irlanda (bandiera)     | D     | Nathan Collins     |
| 23 | Inghilterra (bandiera) | A     | Keane Lewis-Potter |
| 24 | Danimarca (bandiera)   | C     | Mikkel Damsgaard   |
| 25 | Giamaica (bandiera)    | A     | Myles Peart-Harris |
| 26 | Turchia (bandiera)     | C     | Yunus Emre Konak   |
| 27 | Germania (bandiera)    | C     | Vitaly Janelt      |
| 30 | Danimarca (bandiera)   | D     | Mads Roerslev      |
| 31 | Inghilterra (bandiera) | P     | Ellery Balcombe    |
| 32 | Inghilterra (bandiera) | C     | Paris Maghoma      |
| 33 | Italia (bandiera)      | D     | Michael Kayode     |
| 39 | Brasile (bandiera)     | A     | Gustavo Nunes      |
| 41 | Stati Uniti (bandiera) | P     | Julian Eyestone    |
| 43 | Inghilterra (bandiera) | D     | Benjamin Arthur    |
| 45 | Inghilterra (bandiera) | A     | Romelle Donovan    |